# Valentin Bădoi
Valentin Emanoil Bădoi (* 16. Dezember 1975 in Turnu Măgurele, Kreis Teleorman) ist ein ehemaliger rumänischer Fußballspieler und derzeitiger -trainer. Er bestritt 292 Spiele in der höchsten rumänischen Fußballliga, der Liga 1.

## Karriere als Spieler

### Verein
Bădoi wurde erst im Alter von 25 Jahren professioneller Fußballspieler, als ihn der FCM Bacău unter Vertrag nahm, der seinerzeit in der höchsten rumänische Spielklasse, der Divizia A (heute Liga 1), vertreten war. Schon in seiner ersten Spielzeit wurde er zum Stammspieler. Obwohl am Ende der Saison 2000/01 sportlich abgestiegen, blieb Bacău in der Divizia A, da der Verein die Lizenz des Aufsteigers FC Baia Mare kaufte. In der darauf folgenden Spielzeit belegte der Klub den sechsten Rang, wobei Bădoi auch als Torjäger in Erscheinung trat und acht Treffer erzielen konnte.
Im Jahr 2002 verließ Bădoi Bacău und schloss sich dem Hauptstadtklub Rapid Bukarest an. Auch bei Rapid wurde er auf Anhieb fester Bestandteil der Mannschaft und gewann im ersten Jahr die rumänische Meisterschaft. Ähnlich erfolgreich verlief die Saison 2005/06, als der Klub die Liga zwar als Vizemeister hinter Steaua Bukarest beendete, aber den rumänischen Pokal gewann und ins Viertelfinale des UEFA-Pokals einzog. Dort schied der Klub in einem rumänischen Duell gegen Steaua aufgrund der Auswärtstorregel den Kürzeren. Ein Jahr später konnte der Pokalsieg wiederholt werden.
Nach fünf Jahren bei Rapid wechselte Bădoi im Jahr 2007 zum Lokalrivalen Steaua. Dort konnte er sich nicht durchsetzen und verließ der Klub in der Winterpause zum FC Timișoara. Die Saison 2008/09 beendete er mit seinem neuen Verein als Vizemeister hinter Unirea Urziceni, wobei er als Stammspieler fester Bestandteil der Mannschaft war. Dennoch verließ er Timișoara im August 2009 und schloss sich dem Ligakonkurrenten FC Universitatea Craiova an. Dort kam er nur in der Hälfte der Spiele zum Einsatz und unterschrieb im Sommer 2010 beim FC Brașov, löste diesen Vertrag im Dezember 2010 jedoch wieder auf.

### Nationalmannschaft
Bădoi bestritt zehn Spiele für die rumänische Fußballnationalmannschaft und blieb dabei ohne Torerfolg. Er debütierte am 9. Februar 2005 gegen die Slowakei im Rahmen eines Turniers auf Zypern, als er in der 81. Minute für Mirel Rădoi eingewechselt wurde. Im Herbst desselben Jahres setzte ihn Nationaltrainer Victor Pițurcă in den WM-Qualifikationsspielen gegen Tschechien und Finnland ebenfalls als Einwechselspieler ein. In den folgenden Spielen kam Bădoi auch in der Startaufstellung zum Einsatz. Sein letztes Länderspiel bestritt er am 16. August 2006 im Freundschaftsspiel gegen Zypern. In den folgenden EM-Qualifikationsspielen baute Pițurcă nicht mehr auf ihn.

## Karriere als Trainer
Im Dezember 2012 wurde Bădoi als Nachfolger von Giani Kiriță Cheftrainer von ACS Buftea (später FC Clinceni) in der Liga II. In der Saison 2012/13 führte er den Aufsteiger zu einem Platz im Mittelfeld der Staffel 1. In der darauffolgenden Spielzeit zog er mit seinem Team in die Aufstiegsrunde zur Liga 1 ein, wurde jedoch im April 2014 entlassen und durch Marcel Abăluță ersetzt.

## Erfolge
- Rumänischer Meister: 2003
- Rumänischer Pokalsieger: 2006, 2007
- Viertelfinale im UEFA-Pokal: 2006